# Otranto (Iowa)
Otranto es un lugar designado por el censo ubicado en el condado de Mitchell en el estado estadounidense de Iowa. En el Censo de 2010 tenía una población de 27 habitantes y una densidad poblacional de 23,91 personas por km².

## Geografía
Otranto se encuentra ubicado en las coordenadas 43°27′39″N 92°59′10″O / 43.46083, -92.98611. Según la Oficina del Censo de los Estados Unidos, Otranto tiene una superficie total de 1.13 km², de la cual 1.13 km² corresponden a tierra firme y (0%) 0 km² es agua.

## Demografía
Según el censo de 2010, había 27 personas residiendo en Otranto. La densidad de población era de 23,91 hab./km². De los 27 habitantes, Otranto estaba compuesto por el 92.59% blancos, el 0% eran afroamericanos, el 0% eran amerindios, el 0% eran asiáticos, el 0% eran isleños del Pacífico, el 0% eran de otras razas y el 7.41% pertenecían a dos o más razas. Del total de la población el 0% eran hispanos o latinos de cualquier raza.